# 初花凛々
「初花凛々」（しょかりんりん）は、日本のバンドSINGER SONGERの1枚目のシングルである。2005年5月25日発売。発売元はビクターエンタテインメント。

## 概要
SINGER SONGERとしては初となるシングル。サビにおける「ハロー　ハロー…」という歌詞と、キャッチーなメロディーが印象的な曲となっている。非公式ながらザ・コレクターズ『世界を止めて』のオマージュとされており、PVにおける岸田の立ち振舞い（Rickenbackerを担いでいる）がさらに拍車をかけている。カップリングの「Love in the air」はアルバム未収録の曲。

## 収録曲
（全作詞・作曲：Cocco／編曲：SINGER SONGER）
1. 初花凛々（3:44）
2. Love in the air（2:50）

## 収録アルバム
初花凜々
- オリジナル『ばらいろポップ』（2005年6月29日） ※イントロがシングルのものと異なるアルバムエディットバージョン
- オムニバス『Summer ～未来～』（2006年6月28日）
- オムニバス『タッグソングス -SPEEDSTAR RECORDS 15th ANNIV.COMPILATION 2-』（2007年12月19日）
- オムニバス『桜ソングス～春風～』（2008年3月26日）
- オムニバス『ビクター・レコーディングス(8)1998-2008』（2008年9月24日）
- COVER LOVER PROJECT『THE BEST OF BOSSA COVERS～続・青春ロック～』（2008年10月22日）
- ベスト『20周年リクエストベスト+レアトラックス』（2017年3月21日）

## テレビ出演
初花凛々
- 2005年8月5日　テレビ朝日系「ミュージックステーション」